# Iskandar Shaykulov
Iskandar Shaykulov (Uzun, 26 de abril de 1993) es un futbolista uzbeko que juega en la demarcación de defensa para el Sogdiana Jizzakh de la Super Liga de Uzbekistán.

## Selección nacional
Hizo su debut con la selección de fútbol de Uzbekistán en un partido amistoso contra Tayikistán que finalizó con un resultado de 2-1 tras los goles de Murod Kholmukhamedov y Shakhzod Ubaydullaev para Uzbekistán, y de Zoir Dzhuraboyev para Tayikistán.

## Clubes
| Club                 | País       | Año       | Partidos | Goles |
| -------------------- | ---------- | --------- | -------- | ----- |
| FK Mash'al Mubarek   | Uzbekistán | 2012-2014 | 8        | 0     |
| FC Pajtakor Tashkent | Uzbekistán | 2015      | 0        | 0     |
| FK Mash'al Mubarek   | Uzbekistán | 2015-2017 | 60       | 3     |
| FK Neftchi Fergana   | Uzbekistán | 2018      | 14       | 0     |
| Sogdiana Jizzakh     | Uzbekistán | 2019-     | 117      | 3     |